# Sinarundinaria
Sinarundinaria là một chi tre trong họ Hòa thảo. 

## Các loài
Một số loài được ghi nhận trong chi:
- Sinarundinaria actinotricha
- Sinarundinaria acutissima
- Sinarundinaria alpina
- Sinarundinaria anceps
- Sinarundinaria andropogonoides
- Sinarundinaria schmidiana